# Бреннан, Питер
Питер Джозеф Бреннан (англ. Peter Joseph Brennan; 24 мая 1918, Нью-Йорк, США — 2 октября 1996, Массапекуа, штат Нью-Йорк, США) — американский государственный деятель, министр труда США (1973—1975).

## Биография
Во время Второй мировой войны служил главным старшиной на подводной лодке Военно-морского флота Соединенных Штатов, базировавшейся в Тихом океане. По её окончании стал активным профсоюзным деятелем.
В 1957 г. был избран президентом профсоюза строителей Нью-Йорка (Building and Construction Trades Council of Greater New York), который насчитывал более чем 250.000 членов. Одновременно он являлся президентом профсоюза строителей штата, а также вице-президентом федерации совета профсоюзов штата Нью-Йорк. Общенациональной известности он добился в 1970 г., когда организовал 100-тысячную демонстрацию строителей в поддержку военной политики администрации Ричарда Никсона во Вьетнаме. В результате столкновений с противниками войны многие участники тех событий получили ранения. В знак благодарности президент Никсон пригласил профсоюзного лидера в Белый дом и вручил ему белую каску с американским флагом и надписью «Главнокомандующий». Кроме того, перетянув на свою сторону традиционно поддерживавших демократов профсоюзы, Никсон получил дополнительные голоса на президентских выборах 1972 г.
В 1973—1975 гг. — министр труда США. Выступал за улучшение пенсионного обеспечения и улучшение охраны труда. Однако, в то же время находился в ожесточенном конфликте с президентом AFL-CIO Джорджем Мини по вопросу минимального размера оплаты труда. Отпаривавший его в отставку президент Форд предложил ему пост посла в Ирландии, однако Бреннан на это не согласился.
Вернувшись в Нью-Йорк, он был вновь избран президентом профсоюза строительных рабочих, эту должность он занимал до ухода в отставку в 1992 г.